# 大矢十四彦
大矢十四彦（おおや としひこ、 1940年- ）は、新潟県出身の日本画家。富貴蘭、芙蓉、花菖蒲、牡丹など花をモチーフとした作品を発表している。

## 人物・来歴
- 1962年東京藝術大学日本画科卒業。
- 院展入選38回、日展入選2回、春の院展入選34回、院展奨励賞5回、春の院展奨励賞5回受賞。
- 現在、日本美術院特待。院展常務理事今野忠一門下。